# Martigny-Ville
Martigny-Ville is een plaats en voormalige gemeente in het Zwitserse kanton Wallis, en maakt sinds 1 augustus 1964 deel uit van de gemeente Martigny in het district Martigny.

## Geschiedenis
In 1956 is de toenmalige zelfstandige gemeente La Bâtiaz gefuseerd met Martigny-Ville.
- Library of Congress Control Number: n81018260
- Nationale Bibliotheek van Tsjechië: xx0032596
- Nationale Bibliotheek van Israël: 987007550307505171
- Virtual International Authority File: 160948184
- WorldCat: E39PBJrm6jwbg9VT6Gtc4Gy68C